# Estadio Kenny Sarracín
Estadio Kenny Sarracín – wielofunkcyjny stadion znajdujący się w mieście David w Panamie. Na tym stadionie swoje mecze rozgrywa drużyna piłkarska Atletico Chiriqui David. Stadion posiada 2000 miejsc siedzących.